# Polina Astàkhova
Polina Astakhova (en ucraïnès: Поліна Астахова; en rus: Полина Астахова) (Dnipropetrovsk, Unió Soviètica 1936 - Kíev, Ucraïna 2005) fou una gimnasta artística, guanyadora de deu medalles olímpiques.

## Biografia
Va néixer el 30 d'octubre de 1936 a la ciutat de Dnipropetrovsk, població situada a la província de Dnipropetrovsk, que en aquells moments formava part de la República Socialista Soviètica d'Ucraïna (Unió Soviètica) i que avui en dia forma part d'Ucraïna. Va morir el 5 d'agost de 2005 a la seva residència de Kíev, capital d'Ucraïna.

## Carrera esportiva
Va participar, als 20 anys, en els Jocs Olímpics d'Estiu de 1956 realitzats a Melbourne (Austràlia), on va aconseguir guanyar la medalla d'or en la prova femenina per equips i la medalla de bronze en la prova de concurs per aparells, a més de finalitzar novena en la prova de barres asimètriques, tretzena en l'exercici de terra i barra d'equilibris, dissetena en la prova individual i cinquantena en la prova de salt sobre cavall. En els Jocs Olímpics d'Estiu de 1956 realitzats a Roma (Itàlia) va aconseguir guanyar una nova medalla d'or en la prova per equips així com en la prova de barres asimètriques, la medalla de plata en la prova de terra i la medalla de bronze en la prova individual, a més de finalitzar sisena en la prova de salt sobre cavall, aconseguint així un diploma olímpic. En els Jocs Olímpics d'Estiu de 1964 realitzats a Tòquio (Japó) revalidà les mateixes medalles aconseguides en els Jocs anteriors: l'or en les proves per equips així com en les barres asimètriques, la plata en la prova de terra i el bronze en la prova individual. En aquests Jocs finalitzà, així mateix, quarta en la prova de barra d'equilibris.
Al llarg de la seva carrera aconseguí guanyar quatre medalles en el Campionat del Món de gimnàstica artística, entre elles dues medalles d'or, i cinc medalles en el Campionat d'Europa de la disciplina, entre elles tres medalles d'or. Aconseguí així mateix 30 medalles en el Campionat nacional de l'URSS, entre elles deu medalles d'or.
Després de retirar-se de la competició va exercir d'entrenadora de la selecció nacional a Ucraïna. El 2002 va ser incorporada a l'International Gymnastics Hall of Fame.